# Praia de Canajurê

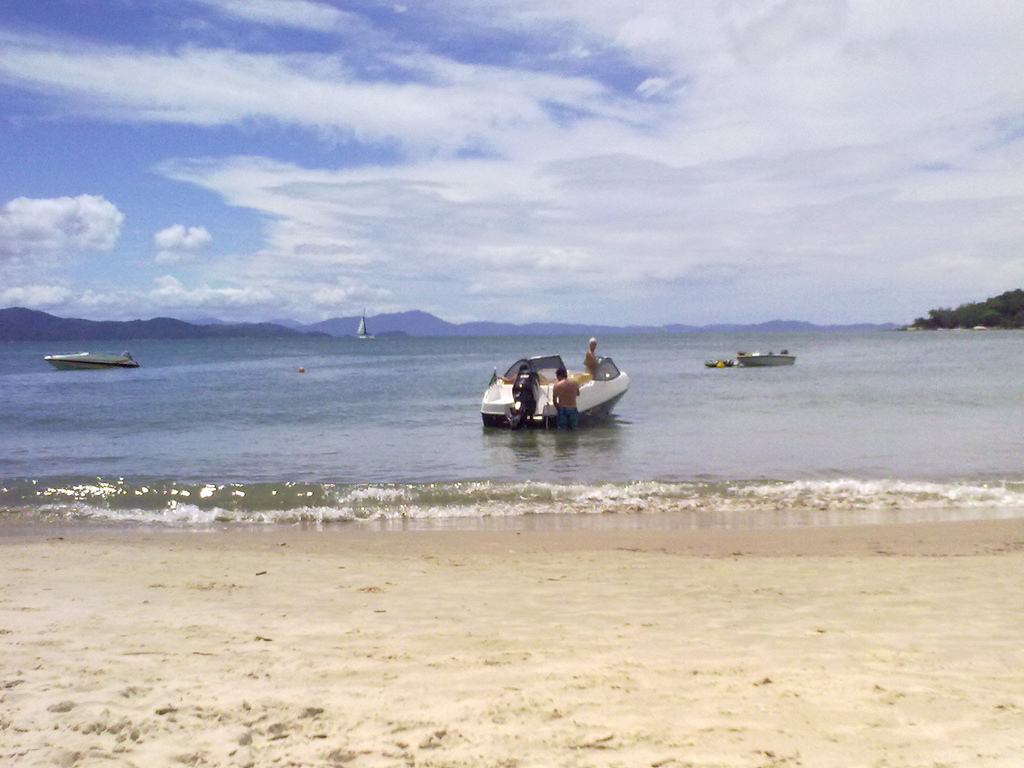
Praia de Canajurê

Praia de Canajurê is een klein strand in het noordwesten van het eiland Santa Catarina. Het is gelegen in de gemeente Florianópolis in het zuiden van Brazilië. Het ligt op een afstand van 15 kilometer van het stadscentrum, tussen de stranden Canasvieiras en Jurerê.
De naam is gegeven tijdens de bouw van een hotel, genoemd naar de twee stranden die het omringen: CANAsvieiras JUreRÊ.